# Noordzeesluizen
De Noordzeesluizen (of Sluizencomplex Terneuzen of Zeesluizen) in de Nederlandse stad Terneuzen vormen een sluizencomplex dat vanuit de vaargeul van de Westerschelde toegang verleent tot het Kanaal Gent-Terneuzen en daarmee tot de haven van Gent. Het kanaal werd tussen 1823 en 1825 aangelegd. Bij Terneuzen  werden twee schutsluizen aangelegd, een van 8 meter breed en een tweede van 12 meter. Nadien zijn de sluizen verschillende malen verbeterd en vergroot.

## Naamgeving
In november 2023 hebben de verantwoordelijke overheden verenigd in de Vlaams-Nederlandse Scheldecommissie en het college van burgemeester en wethouders van de gemeente Terneuzen nieuwe namen vastgesteld: Noordzeesluizen voor het gehele sluizencomplex en Nieuwe Sluis voor de sluis die in oktober 2024 officieel werd geopend.

## Geschiedenis

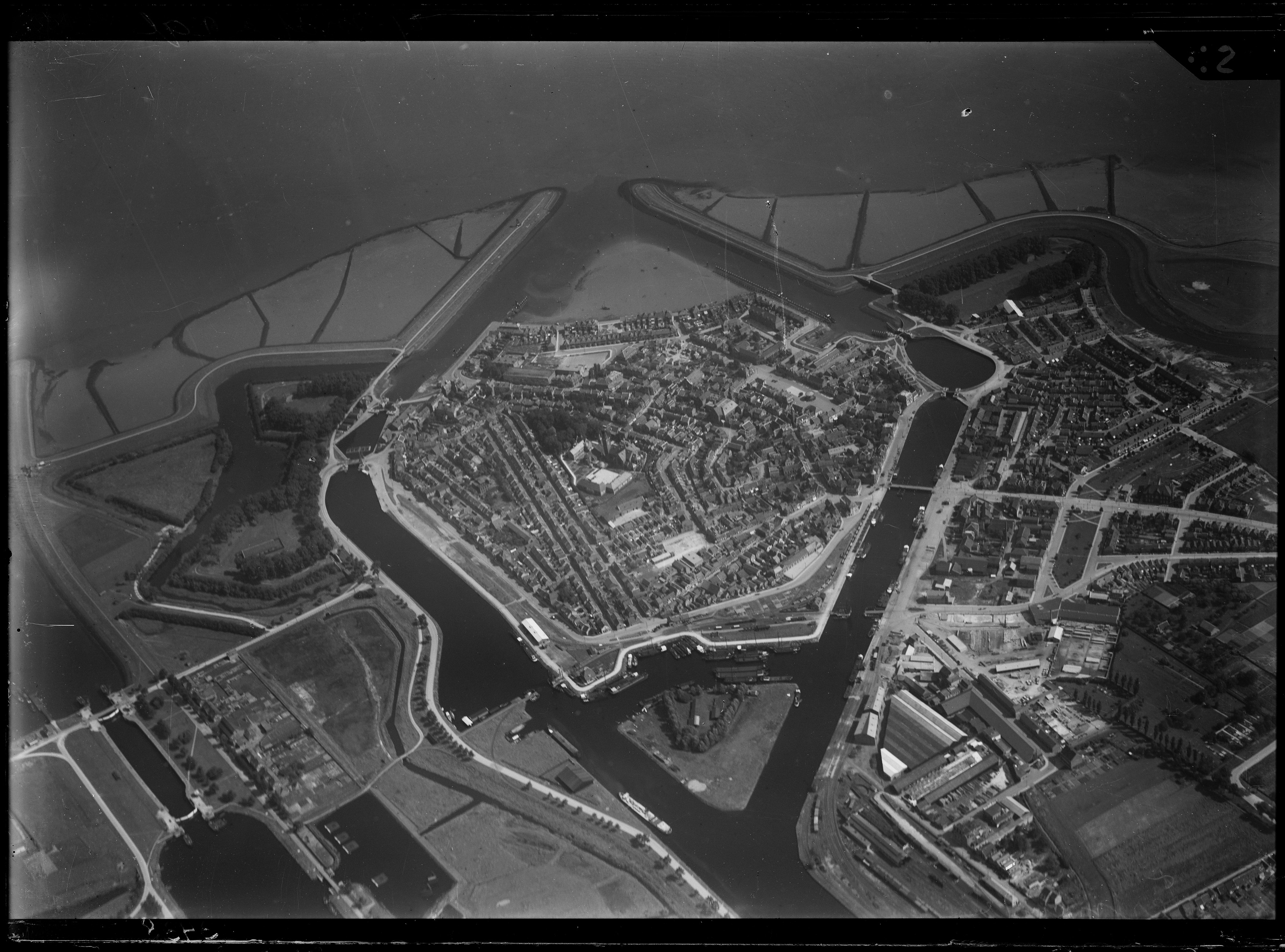
Luchtfoto waarop de Oostkolk en Westkolk binnen de vestingwerken duidelijk zichtbaar zijn. Aan de west- en zuidzijde zijn er de bastions en ravelijnen (ca. 1920-1940). Links de Zeesluis uit 1908.

In 1827 werden de eerste twee sluizen in gebruik genomen. Deze kregen de aanduiding Oost- en Westkolk en waren respectievelijk acht en twaalf meter breed. Ze lagen binnen de vestingwerken van Terneuzen.
In 1910 werd het Kanaal Gent-Terneuzen verruimd. Er kwam een nieuwe sluis bij, de Zeesluis, deze lag buiten de vesting ten westen van de stad. De naam van de Westkolk veranderde in Middensluis, overeenkomstig de positie tussen de twee andere sluizen. Dit project kwam tot stand na jarenlange onderhandelingen tussen België en Nederland. Het werk startte eind 19e eeuw en tijdens de werkzaamheden besloot men de sluis groter te maken dan het oorspronkelijke plan. Op 1 oktober 1908 werd de Zeesluis voor het scheepvaartverkeer geopend.
In 1963 werden twee nieuwe sluizen ten westen van Terneuzen gegraven. Ze werden op 19 december 1968 officieel geopend door koningin Juliana en koning Boudewijn. Ze kregen de namen Zeevaartsluis en Binnenvaartsluis en deze sluizen zijn nog altijd in gebruik. De Zeesluis (voorheen Westkolk), geopend in 1908, werd de Oude Zeesluis, ook wel Middensluis, genoemd en bleef in reserve. De Oostkolk werd in 1969 gedempt. Daar ligt nu een parkeergarage.
In 2024 werd een nieuwe grotere sluis geopend: de Nieuwe Sluis. Er zijn sindsdien (weer) drie sluizen in gebruik.

## Beschrijving huidige situatie
Het complex bestaat uit drie sluizen. Naast het doorlaten van schepen heeft het sluizencomplex ook een waterkerende functie.
Aan het einde van de jaren zestig van de 20e eeuw vonden er omvangrijke werken plaats die resulteerden in de opening van twee nieuwe sluizen, en wel:
- De Oostsluis, tot 2008 de Binnenvaartsluis, die een lengte heeft van 280 meter en een breedte van 24 meter, en in 1968 in gebruik kwam. De sluis is bedoeld voor de binnen- en de recreatievaart.[9]
- De Westsluis, voorheen Zeevaartsluis, die een lengte heeft van 290 meter en een breedte van 40 meter. Deze sluis kwam ook in 1968 gereed en is geschikt voor zeeschepen met een diepgang tot 12,5 meter en een laadvermogen van 83.000 ton. Bij deze sluis zijn voorzieningen aangebracht om te voorkomen dat zout water het kanaal binnendringt. De sluis is uitgerust met vijf roldeuren: twee aan de Westerscheldezijde, twee aan de kanaalkant en een deur in het midden. De laatste maakt het mogelijk om te schutten met een deelkolk. De buitenste deur aan de Westerscheldezijde heeft als extra taak de sluis te beschermen bij storm. België had een aandeel van 80% van de totale aanlegkosten van de Westsluis; Nederland betaalde de overige 20%.

In 2017 werd begonnen met het werk aan de Nieuwe Sluis. Deze heeft een lengte van 427 meter en een breedte van 55 meter, waarmee hij geschikt is voor zeeschepen tot 366 meter lang. De officiële opening vond plaats op 11 oktober 2024.
De Middensluis is op 1 oktober 2021 buiten gebruik gesteld wegens de aanleg van de invaart van de Nieuwe Sluis en de dienstenhaven, en is in 2022 grotendeels gesloopt. Deze sluis had een lengte van 140 meter en een breedte van 18 meter. Hij werd in 1986 nog gerenoveerd.
Per jaar worden de sluizen gepasseerd door ongeveer 10.000 zeeschepen, ruim 50.000 binnenvaartschepen, en 3.000 pleziervaartuigen.
Bij de sluizen is een bezoekerscentrum gevestigd dat Portaal van Vlaanderen heet.

## Test geslaagd voor grotere zeeschepen door Westsluis
Door de komst van de zogenaamde post-Panamax schepen werd in december 2007 besloten een aantal tests te doen met schepen met een maximale omvang van 230 × 37 × 12,5 meter (l × b × d) door de Westsluis. De eerste geslaagde geslaagde proefvaart was op 20 november 2008 met de bulkcarrier Alam Permai; met een breedte van 36,5 meter en een diepgang van 12,3 meter. Op 5 januari 2009 volgde de tweede proefvaart met Aris T. Deze passeerde met zijn breedte van 36,97 meter en een diepgang van 12,4 meter ook zonder problemen de sluis. Op 5 maart 2010 kwam het allergrootste schip ooit in de haven van Gent aan. De Eptalofos is 229,5 meter lang, 36,98 meter breed en heeft een draagvermogen van 92.567 ton. Het schip vervoerde ijzererts voor de hoogoven van Arcelor Mittal. De diepgang bij de opvaart bedroeg 12,5 meter na lichteren in de Put van Terneuzen. Met deze proefvaarten zijn schepen met een maximale breedte van 37 meter toegelaten in de Westsluis.

## Nieuwe Sluis
In maart 2005 besloten Nederland en Vlaanderen een gezamenlijke studie te doen met betrekking tot de toegankelijkheid van de Kanaalzone Gent-Terneuzen. Uit deze studie kwamen drie alternatieven naar voren, namelijk:
- een combisluis met afmetingen van circa 380 × 28 × 8,6 meter (l × b × h);
- een kleine zeesluis van circa 290 × 40 × 13,8 meter of
- een grote zeesluis.

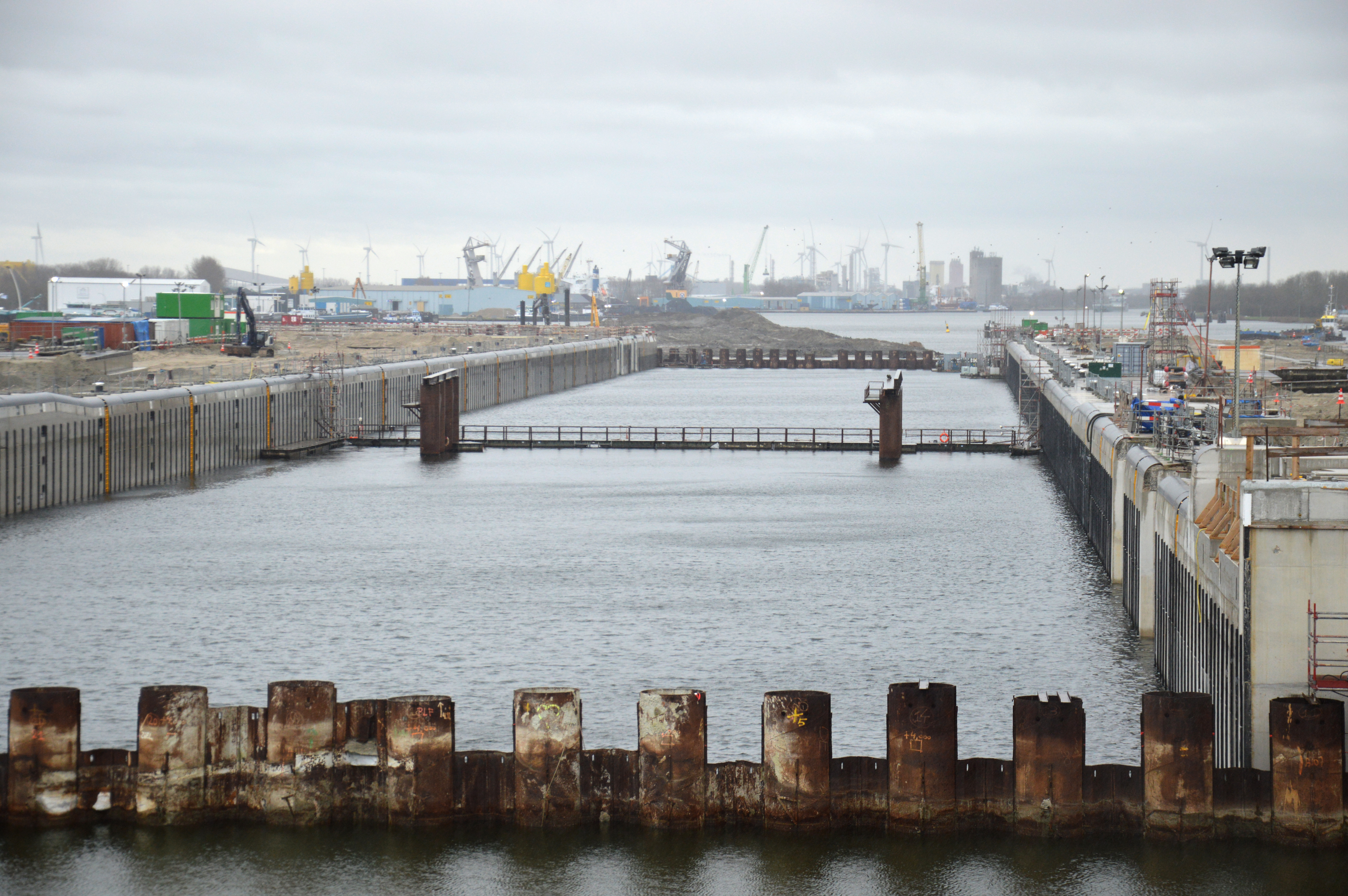
De Nieuwe Sluis in aanbouw, december 2022.

 Op 19 maart 2012 werd de voorkeur bekendgemaakt voor de laatste, grootste optie, een nieuwe sluis met een afmeting van 427 meter lang, 55 meter breed en 16,44 meter diep. De afmetingen komen overeen met die van de nieuwe sluizen van het Panamakanaal en schepen van het formaat New Panamax kunnen er gebruik van maken. De haven van Gent wordt bereikbaar voor schepen tot 150.000 ton of containerschepen met een capaciteit van 12.000 TEU. De sluis wordt gebouwd op het sluizenterrein ten oosten van de Westsluis.
De bouw van de sluis vergde volgens de raming uit 2012 een investering van € 930 miljoen en de kosten voor het onderhoud gedurende 30 jaar na ingebruikneming op circa € 75 miljoen. Van de bouwkosten zal Nederland € 141,9 miljoen bijdragen en Vlaanderen de rest. Op 1 maart 2016 stelde minister Schultz van Haegen het tracébesluit vast. De totale kosten werden toen geraamd op € 1.204 miljoen, voor het grootste deel, namelijk € 1.113 miljoen, voor rekening van Vlaanderen. Verdere aanpassingen, zoals het kanaalprofiel en aan kunstwerken om de grotere schepen veilig door het kanaal te laten varen, zijn noodzakelijk. Deze kosten komen ook grotendeels voor rekening van Vlaanderen. Nederland zal 15% van de kosten dragen met een maximum van € 150 miljoen.
Medio 2017 werd de aannemer voor het werk bekend. Een consortium, met daarin onder meer de Koninklijke BAM Groep en de Belgische baggeraar DEME, kreeg de opdracht. Zij voerden vanaf eind dat jaar de werkzaamheden uit voor ruim € 753 miljoen. Het totale investeringsbedrag – inclusief voorbereidingskosten, begeleiding en onderhoud gedurende de eerste twee jaar – werd geraamd op € 934 miljoen, ongeveer € 200 miljoen minder dan eerdere ramingen.
Op 23 maart 2022 werd een deel van de Middensluis opgeblazen. Hierbij werd te veel springstof gebruikt waardoor er zo'n 200 mensen melding maakten van schade.
De werkzaamheden kampten met vertraging door de aanwezigheid van PFAS in de bodem, het verwijderen van objecten in de ondergrond en de coronapandemie. De bouw van de sluis duurde uiteindelijk zeven jaar en kostte zo’n € 1,2 miljard. De officiële opening was op 11 oktober 2024 door de koningen van België en Nederland.  Op 1 augustus 2025 werd de Nieuwe Sluis na maanden van testen en oplossen van technische onregelmatigheden daadwerkelijk in gebruik genomen. Schepen met een diepgang tot 12,5 meter kunnen sindsdien bij elk getij passeren, wat voorheen slechts mogelijk was bij hoogwater.